# Spencer (villa)
Spencer es una villa ubicada en el condado de Tioga en el estado estadounidense de Nueva York. En el año 2000 tenía una población de 731 habitantes y una densidad poblacional de 273 personas por km².

## Geografía
Spencer se encuentra ubicada en las coordenadas 42°12′45″N 76°29′47″O / 42.21250, -76.49639.

## Economía
Según la Oficina del Censo en 2000 los ingresos medios por hogar en la localidad eran de USD 32 955, y los ingresos medios por familia eran USD 37 222. Los hombres tenían unos ingresos medios de USD 28 125 frente a los USD 21 900 para las mujeres. La renta per cápita para la localidad era de USD 15 925. Alrededor del 14,1% de la población estaban por debajo del umbral de pobreza.